# Angraecum borbonicum
Angraecum borbonicum är en orkidéart som beskrevs av Jean Marie Bosser. Angraecum borbonicum ingår i släktet Angraecum och familjen orkidéer. Inga underarter finns listade i Catalogue of Life.